# Wapen van Rucphen

Wapen van Rucphen (sinds 1987)

Het wapen van Rucphen is op 1 december 1987 bij Koninklijk Besluit aan de gemeente Rucphen toegekend. Het is gelijk aan het wapen dat op 16 juli 1817 was verleend, maar nu uitgevoerd in de historische kleuren.

## Geschiedenis
Het wapen is afgeleid van het zegel van het markiezaat Bergen op Zoom, dat op zich weer is afgeleid van de familiewapens van de geslachten van Boutersem en van Glymes, de machthebbers tussen 1419 en 1567.

## Blazoen

### Eerste wapen (1817)

Wapen van 1817

De beschrijving van het wapen dat op 14 oktober 1818  werd verleend, luidt: 
Gevierendeeld : I in keel 3 palen van goud, II en III in sabel een leeuw van goud, IV in groen 3 maliën van goud, geplaatst 2 en 1
N.B.:
- De heraldische kleuren zijn keel (rood), goud (geel), sabel (zwart) en sinopel (groen).

### Tweede wapen (1987)
De beschrijving van het wapen dat op 1 december 1987  werd verleend, luidt: 
Gevierendeeld : I in goud 3 palen van keel, II en III in sabel een leeuw van goud, getongd en genageld van keel, die in het derde kwartier omgewend, IV in sinopel 3 maliën van zilver. Het schild gedekt door een gouden kroon van drie bladeren en twee parels
N.B.:
- De heraldische kleuren zijn keel (rood), goud (geel), sabel (zwart), sinopel (groen) en zilver (wit).

## Verwante wapens
De volgende wapens zijn eveneens verwant aan het wapen van de heren van Bergen op Zoom:

Wapen van Fijnaart en Heijningen
Het oude wapen van Fijnaart en Heijningen
Wapen van Wouw
Wapen van Woensdrecht
Wapen van Standdaarbuiten
Wapen van Ossendrecht
Het oude wapen van Boutersem, tevens het familiewapen van Van Boutersem
Wapen van Zemst